# 翼突管動脈
翼突管動脈（よくとつかんどうみゃくartery of the pterygoid canal or Vidian artery）は、頭頸部の動脈の一つ。通常は外頸動脈の枝の顎動脈から起こるが、内頸動脈から起こり、またこれらの動脈に吻合することもある。
Vidian arteryという名称はVidus Vidiusに由来する。

## 外頸動脈から
この動脈は付随する神経と共に翼突管を通過し、咽頭上部と耳管に分布し中咽頭で終わる。また、鼓室に小さな枝を送り、別の鼓室の動脈と吻合する。

## 内頚動脈から
この動脈は小さな不定枝で、翼突管を通り、顎動脈の枝と吻合する。